# Nando Rafael
Nando Rafael (nascut el 10 de gener de 1984 en Luanda) és un futbolista angolès-alemany, que ha jugat al FC Augsburg.